# Salopp
salopp ist ein Adjektiv in der Bedeutung von „unbekümmert zwanglos, die Nichtachtung gesellschaftlicher Formen ausdrückend“. Ferner bezeichnet es eine betont bequeme Kleidung mit eher sportlicher als eleganter Note. Substantiviert wurde das Eigenschaftswort in Saloppheit für entsprechende Verhaltensweisen oder Äußerungen oder heute veraltet in Salopperie für „Nachlässigkeit; Unsauberkeit“.
Salopp für „betont ungezwungen, nachlässig“, älter auch saloppisch, saloppe gegen Ende des 18. Jahrhunderts, wurde aus dem Französischen salope für „unsauber, schmutzig, nachlässig“ entlehnt, das sich aus dem substantivischen salope, älter saloppe für eine „sich vernachlässigende, unsaubere, unanständige Frau“ entwickelt hatte. Angenommen wird, dass dies als ein Kompositum aus dem Altfranzösischen sale „schmutzig, unrein, trübe“ und hoppe, einer französischsprachigen Dialektform von huppe für den Wiedehopf, gebildet wurde. Dieser Vogel galt, da er sich zur Tarnung auf den Boden kauert und sich dabei mit Erde bedeckt, als schmutziges Tier. In Lothringen war etwa auch die Redewendung sale comme une hoppe „schmutzig wie ein Wiedehopf“ verbreitet.

Als Saloppe wurde auch ein weites, ärmelloses Oberkleid für Damen bezeichnet, das statt eines Kragens meist eine große Kapuze hatte. Das Damen Conversations Lexikon definierte dieses Kleidungsstück 1837 folgendermaßen:

„Ein Mittelding zwischen Mantel und Umschlagetuch, ein lang herabhängender, wattirter Kragen von Seidenzeug, der viel Aehnliches mit der jetzt beliebten Mantilla hatte und einst von unsern Großmamas eben so gern getragen wurde. Manchmal befand sich auch eine Kapuze oben darauf, die bei Schlittenfahrten oder Unwetter über den Kopf gezogen ward. Die Farbe der Saloppen war meist schwarz, ihre Enden gingen bis ans Knie herab und Spitzen oder Franzen und Falbalas bildeten die Garnirung. Das tadelnde Beiwort salopp für schmutzig, unordentlich kam wahrscheinlich daher, weil das eben erwähnte Toilettenstück der Dame, die es trug, gemeiniglich ein etwas bequemes, negligéartiges Ansehen gab.“